# 妮雅·瓦達蘿絲
妮雅·瓦達蘿絲（英語：Antonia Eugenia "Nia" Vardalos；1962年9月24日—），是一位加拿大女演員，同時也兼具編劇、製片、導演及歌手，她最知名的作品是2002年自編自演的《我的希臘婚禮》而獲得最佳原創劇本提名。2016年她又新推出自編自演的《我的希臘婚禮2》。

## 生平
瓦達蘿絲出生於加拿大溫尼伯市，父親是希臘人，而母親是加拿大人。瓦達蘿絲在一個純真可愛又特立獨行的大家庭中長大，並受到家庭支持，從六歲起開始表演生涯，她從多倫多的懷雅遜大學畢業後，便加入多倫多當地的劇團，並隨團在芝加哥演出。

## 個人生活
1993年，瓦達蘿絲與老公伊恩·戈梅茲相識，結婚後便定居洛杉磯，夫妻倆並在美國參與許多電視喜劇秀。2018年，兩人離婚。

## 影視作品
| 年分 | 中文譯名      | 英文譯名                     |
| ---- | ------------- | ---------------------------- |
| 2002 | 我的希臘婚禮  | My Big Fat Greek Wedding     |
| 2004 | 妖姬也瘋狂    | Connie and Carla             |
| 2009 | 我的希臘生活  | My life in ruins             |
| 2009 | 我恨情人節    | I Hate Valentine's Day       |
| 2011 | 愛情速可達    | Larry Crowne                 |
| 2012 | 激情熱線      | For a Good Time, Call...     |
| 2012 | 體操小公主    | McKenna Shoots for the Stars |
| 2016 | 我的希臘婚禮2 | My Big Fat Greek Wedding 2   |

## 外部連結
- 妮雅·瓦達蘿絲在互联网电影资料库（IMDb）上的資料（英文）
- 妮雅·瓦達蘿絲的X（前Twitter）
- 妮雅·瓦達蘿絲的Instagram帳戶